# Traian și Decebal
Traian și Decebal este un film românesc de animație de scurtmetraj din 1977 regizat de Adrian Petringenaru.

## Prezentare
Arată Războaiele daco-romane dintre Traian și Decebal.